# Empresa Líneas Marítimas Argentinas
La Empresa Líneas Marítimas Argentinas (ELMA) fue una empresa naviera del Estado argentino, creada el 30 de septiembre de 1960 a través de la ley 15.761 y sus Estatutos fueron aprobados por Decreto 3132/61 del Gobierno del presidente constitucional Arturo Frondizi. Supuso la fusión de dos empresas, ambas estatales: la Flota Mercante del Estado (FME) y Flota Argentina de Navegación de Ultramar (FANU). Prestó servicios al comercio exterior de la Argentina hasta la década de 1990, cuando el gobierno  de Carlos Menem resolvió su desmantelamiento y disolución en el marco de la ley 23.696 de Reforma del Estado. Contó en el momento de máximo esplendor con una flota de más de 60 unidades (aproximadamente 700.000 toneladas de DWT) que abarcaban las líneas desde y hacia el norte de Europa, el Reino Unido y el Mar Báltico, el Mar Mediterráneo, la costa este de Estados Unidos y Canadá, el Golfo de México y el Mar Caribe, el Océano Pacífico, Lejano Oriente, África y Medio Oriente.

## Historia

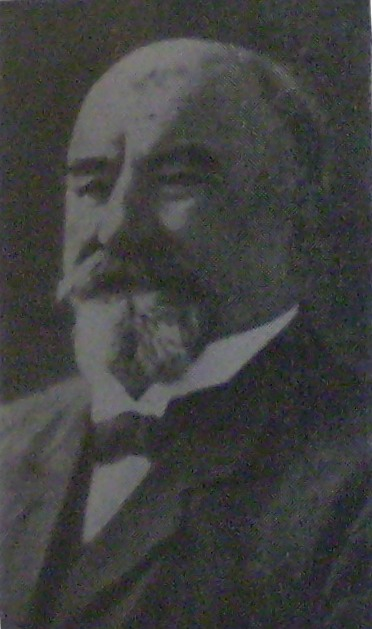
Nicolás Mihanovich.

La Flota Mercante del Estado (FME) fue creada en el año 1941 bajo la órbita del Ministerio de Marina con el objeto de explotar y administrar 16 buques de bandera Italiana que se hallaban amarrados en el puerto de Buenos Aires por causa de la Segunda Guerra Mundial. Posteriormente se agregaron a estos tres navíos franceses, cuatro daneses y tres alemanes.
La Flota Argentina de Navegación de Ultramar tiene sus orígenes a finales del siglo XIX con el arribo al país de Nicolás Mihanovich, empresario que inició su actividad fluvial aprovisionando las tropas argentinas en la Guerra de la Triple Alianza. En 1909 se constituyó la empresa The Argentina Navegation Company - Nicolás Mihanovich Ltd, que en 1931 cambió su denominación por Compañía Argentina de Navegación Mihanovich Limitada. En 1942 pasó a llamarse Compañía Argentina de Navegación Dodero Sociedad Anónima, incorporando gran cantidad de buques durante el final de la Segunda Guerra Mundial.
En el año 1949 fue adquirida por el Estado durante el gobierno peronista, lo que significó su modernización y ampliación. Durante el primer gobierno peronista el número
de pasajeros transportados pasó de 1.9 millones en 1947 a 17.6 millones en 1951. De igual forma, las cargas se incrementaron de 575.4 a 866.7 miles de toneladas
Mientras la marina mercante mundial creció desde 1939 a 1951 en un 31%, la marina mercante argentina aumentó en un 286.6%. Este fue uno de los mayores crecimientos registrados por una marina mercante.En ese lapso, mientras la Marina Mercante mundial se incrementó en 31 %, la Marina Mercante argentina lo hizo en un 287 %. La marina mercante argentina se constituyó en la más importante de América Latina, superando a la de Brasil desde 1948 en adelante.
En 1956 durante el gobierno de Aramburu se intentó liquidar la división más rentable de la empresa, la Flota Argentina de Navegación de Ultramar (FANU). Ante la resistencia obrera se hizo presente el ejército ocupando los lugares de trabajo e intimando a los obreros la empresa procedió a suspender a 3200 trabajadores, la empresa es puesta bajo ley marcial y los obreros puestos bajo jurisdicción militar, y colocando al marino Alberto Patrón Laplacette, que había participado activamente en el bombardeo a Dock Sud en el golpe de 1955 como interventor, los trabajadores detenidos por los paros fueron trasladados a la cárcel de Caseros y otros al penal de Ushuaia, denunciando abusos físicos y torturas.

### Guerra de las Malvinas
ELMA tuvo un rol en la guerra de las Malvinas. Participaron las naves Formosa, Río Carcarañá (hundido) y Río de la Plata.
El Formosa llevó 3500 t de carga a Puerto Argentino, rompiendo el bloqueo británico. Justo el día de la zarpada, fue atacado por aviones Sea Harrier el 1.º de mayo. Arribó a Buenos Aires cinco días después y fue condecorado.
El Río de la Plata cumplió una tarea de observación en la isla Ascensión el 23 de abril de 1982.

#### B/M Río Carcarañá
El B/M "Río Carcarañá" de ELMA S.A. contribuyó a la logística del conflicto de Malvinas llevando suministros como buque civil desarmado.
Al comando del capitán de ultramar civil don Edgardo D'Ellicine y con tripulación civil, luego de descargar en Puerto Argentino (Stanley) se dispuso a regresar al continente en situación de lastre y totalmente desarmado, siendo obligado por el Comando Naval y Personal Militar presente a bordo "a punta de pistola" a permanecer en la zona de conflicto sin que se le diera tarea alguna. De esta forma y ante los avances de las Fuerzas Británicas, el Capitán D'Ellicine decide buscar abrigo en el estrecho de San Carlos a la espera de órdenes y es allí cuando un escuadrón de aviones Harrier británicos realiza un primer ataque sobre el navío civil desarmado, sin que se produjeran bajas. Luego de una segunda incursión que dañó seriamente al navío y en situación de total indefensión, el capitán D'Ellicine —aún a costa de su vida ante las amenazas del Personal Militar de la Marina Argentina— decide tomar todas las provisiones que pudiese y abandonar el buque junto a su tripulación, siendo acogidos por un pequeño Destacamento de Ejército Argentino que se hallaba a poca distancia. El B/M "Río Carcarañá", de 157 metros de Eslora fue finalmente rematado y hundido en el estrecho de San Carlos y su tripulación rescatada y regresada al continente al final del conflicto.

#### B/M Formosa
El B/M "Formosa" de ELMA S.A., de 214 metros de eslora, en dos oportunidades rompió el bloqueo naval británico impuesto a las aguas de las islas con el objetivo de abastecer las islas, y en el último viaje de regreso al continente, fue confundido por su casco gris con un navío británico y bombardeado por fuego propio, por una escuadrilla de tres aviones A-4B Skyhawk de la Fuerza Aérea Argentina, regresando con una bomba naval de 500 kg. incrustada en una de sus bodegas y que por milagro no estalló.
El capitán y la toda la tripulación del Formosa fueron condecorados por el gobierno argentino por su «patriotismo e idoneidad»

## ELMA y la industria naval argentina
Durante los años 1960 se encaró un plan de renovación de la flota, privilegiando las construcciones en astilleros argentinos. Así se incorporaron en el transcurso de la década los buques Lago Argentino, Lago Aluminé y Almirante Stewart, construidos por Astilleros y Fábricas Navales del Estado (AFNE). A esa serie de tres unidades le siguió otra de tres, compuesta por los navíos Río de la Plata, Río Paraná y Río Calchaquí. El plan continuó con la construcción de otros cinco, Río Cincel, Río Teuco, Río Deseado, Río Gualeguay y Río Iguazú Trabajos que fueron realizados por el Dr y Tec Constructor Natalio Arturo Morelli que al momento tenía junto a su padre el Ingeniero Arturo Natalio Morelli una empresa de construcciones, al fallecer en el año 1960 para sobrellevar el dolor se unió a la flota Argentina hasta el año 1963 como médico jefe de a bordo. 
Los astilleros ASTARSA estuvieron a cargo, a su vez, de los buques Río Limay, Río Esquel y Río Olivia. Finalmente se sumó a AFNE y ASTARSA el astillero Alianza. En los dos primeros se construyen una serie de 6 barcos: Almirante Storni, Neuquén II, Libertador General José de San Martín, Dr Atilio Malvagni, Presidente Ramón S. Castillo y General Manuel Belgrano, y en el último una serie de 3 buques: Buenos Aires II, Córdoba y La Pampa. Así se totalizó la incorporación a la flota de ELMA de 23 unidades con algo más de 272.000 toneladas. Las últimas incorporaciones llegaron con tres buques frigoríficos salidos de las gradas de astilleros Alianza, Glaciar Perito Moreno, Glaciar Viedma y Glaciar Ameghino, y finalmente dos buques portacontenedores fruto de AFNE: Isla Gran Malvina e Isla Soledad.
La Empresa Líneas Marítimas Argentinas nutrió sus filas, además de con la industria naval argentina, con la adquisición de buques construidos en Yugoslavia, España, Alemania y Escocia.

## Buques
ELMA tuvo los siguientes buques:
Buques de carga
- Lago Lácar (1961)[7]
- Lago Nahuel Huapi[7]
- Lago Traful (1961)[7]
- Río Carcarañá (1961)[7]
- Río Corrientes (1961)[7]
- Río Colorado (1961)[7]
- Río Chico (1961)[8]
- Río Primero (1961)[8]
- Río Segundo (1961)[8]
- Río Tercero (1961)[8]
- Río Cuarto (1961)[8]
- Río Quinto (1961)[8]
- Río Gallegos (1961)[8]
- Río Luján (1961)[8]
- Río Diamante (vapor, 1961)[8]
- Río Gualeguay (vapor, 1961)[8]
- Río Teuco (vapor, 1961)[8]
- Río Belén (1961)[8]
- Río Belgrano (1961)[8]
- Río Bermejo (1961)[8]

Buques de pasajeros
- Río de la Plata (1961)[8]
- Río Jáchal (1961)[8]
- Río Tunuyán (1961)[8]
- Argentina (1961)[9]
- Libertad (1961)[9]
- Uruguay (1961)[9]
- Yapeyú (1961)[9]
- Alberto Dodero (1961)[9]
- Maipú (1961)[9]
- Tucumán (1961)[9]
- Río de la Plata (1961)[9]
- Córdoba (1961)[9]
- Buenos Aires (1961)[9]
- Entre Ríos (1961)[9]
- Santa Fe (1961)[9]

Portacontenedores
- Isla Soledad (1987)[10]
- Isla Gran Malvina (1989)[11]